# OPAC
OPAC (абревіатура англ. Online public access catalog — Публічний каталог інтернет доступу) — це один із основних модулів будь-якої автоматизованої бібліотечної системи нарівні з модулем комплектування, каталогізації, циркуляції.

## Призначення та суть OPAC
OPAC — Online public access catalog, що означає відкритий доступ до каталогу. Модуль OPAC призначений для пошуку бібліографічних записів і видачі результатів пошуку в ЕК.
Online Public Каталог доступу містить понад 89 000 бібліографічних записів, більш записів додаються щодня. Сильні колекції включають в себе архівні управління, адміністративної історії, американської історії та уряду, біографія, управління інформацією, а також урядові документи.Каталог містить різні формати: книги, мікроформ, комп'ютерні диски та аудіовізуальних матеріалів.
Ефективність роботи пошукового модуля визначається як програмно-технічними характеристиками, які включають стандартний набір пошукових команд і процедур, так і особливостями лінгвістичного забезпечення. До останнього відносяться, перш за все, формати подання даних, системи авторитетних і довідкових файлів.

### Принципи OPAC
Міжнародні експерти ІФЛА підготували документ «Керівництво з організації і виведення бібліографічної інформації на екрани (ОРАС)», в якому виголошені наступні принципи ОРАС:
- переважне панування потреб користувача;
- важливість змісту і побудови записів для знаходження, ідентифікації, відбору та отримання об'єктів;
- вимога дотримання прийнятих міжнародних стандартів за змістом і структурою інформації.

У посібнику також закріплені відображення зв'язків об'єктів і даних (бібліографічних, авторитетних, циркуляції) при пошуку, наприклад:
- від бібліографічного запису до бібліографічного запису;
- від бібліографічного запису до авторитетного запису;
- від авторитетного запису до авторитетного запису;
- від авторитетного запису до бібліографічного запису.

### Відмінність OPAC від електронних каталогів
Ряд дослідників, в тому числі і російських, ототожнюють електронний каталог з модулем OPAC (Online public access catalog). Подібної точки зору дотримується відомий бібліотекознавець Е. Р. Сукіасян: «ЕК — те ж саме, що і OPAC».
Визначаючи поняття «електронний каталог» необхідно враховувати, що сучасний ЕК складається з трьох основних частин, а саме: частини, яка включає бібліографічні відомості, частини, яка включає авторитетні відомості і частини, в яку входять відомості про екземпляр (циркуляції документа).
Архітектура сучасних модулів OPAC включає формати подання даних, системи авторитетних і довідкових файлів, що, ймовірно, і дає можливість ототожнювати ЕК і OPAC. Відмінність, як нам представляється, полягає в функціональній площині, що абсолютно розводить ці дві сутності. ЕК — для каталогізаторів, умовно включаючи всіх учасників створення запису, а OPAC — для кінцевого користувача. Вони різні функціонально і технологічно.

### Пов'язані системи
Є цілий ряд систем, які мають багато спільного з бібліотечними каталогами, але традиційно відрізняються від них. Бібліотеки використовують ці системи для пошуку пунктів, які не покриваються бібліотечним каталогом.
До них належать бібліографічні бази даних — такі як MEDLINE, ERIC, PsycINFO та безліч інших, які індексують журнальні статті та інші пошукові дані.
Є також цілий ряд додатків, спрямований на управління документами, фотографіями та оцифрованими елементами, наприклад Digital Commons і DSpace. Зокрема, в академічних бібліотеках ці системи (часто відомі як цифрові бібліотечні системи чи інституційні базові системи) надають сприяння зусиллям зберігати документи створені факультетами та студентами.
MEDLINE — база даних медичної інформації, що включає бібліографічні описи (citations) з більш ніж 4800 медичних періодичних видань із усього світу, починаючи з початку 1960-х. Medline доступна безкоштовно для пошуку через Інтернет як для фахівців, так і для широкої публіки.
Medline включає описи статей з медичних журналів і інших періодичних видань на 30 мовах, включаючи російську (заголовки статей переводяться на англійську мову). Приблизно 76 % описів включають реферати (abstracts). Близько 9 000 описів уводяться в Medline щотижня (понад 571 000 у рік). По тематиці Medline включає широкий спектр галузей, що відносяться до біології та медицини: наукові дослідження і їхня методологія, клінічна практика, медсестринська справа, стоматологія, фармакологія, ветеринарія, а також суміжні дисципліни, зокрема, медичні аспекти біології, зоології, ботаніки та охорони навколишнього середовища.
ERIC — це онлайн-цифрова бібліотека дослідження освіти та інформації. ERIC спонсорується Інститутом педагогічних наук в Департаменті освіти США. Місією ERIC є забезпечення комплексного, легкого у використанні пошуку інтернет-бібліографічних та повнотекстових баз даних дослідження освіти та інформації для викладачів, дослідників та широкої громадськості. Освітній пошук та інформація є істотними для покращення викладання, навчання та приймання рішень стосовно освіти.
ERIC забезпечує доступ до більш ніж 1,3 млн бібліографічних записів (цитат, тез та інших відповідних даних) журнальних статей та інших навчальних матеріалів.
Ключовим компонентом ERIC є колекція сірої літератури в освіті, яка значною мірою є доступною в повному обсязі в pdf форматі.
PsycINFO ® являє собою електронну базу даних бібліографічних надання тез і цитат у науковій літературі в психологічних, соціальних, поведінкових і медичних наук. База даних включає в себе матеріали, що мають відношення до психологів і фахівців у суміжних областях, таких як психіатрія, управління, бізнес, освіта, соціальні науки, неврології, права, медицини та соціальної роботи. Оновлюється щотижня, PsycINFO ® забезпечує доступ до журнальних статей, книг, глав і дисертацій.

### Історія та сучасний стан розвитку OPAC
Поняття «електронний каталог» прийшло до нас із США. В англійській професійній лексиці немає еквівалента поєднанню «electronic catalog», в Сполучених Штатах цей термін має кілька значень.
Найбільшого поширення в зарубіжних країнах (не тільки в англомовних) отримала абревіатура Орас (від перших букв поєднання «Online Public Access Catalog»). Це поняття визначається в американських словниках так: «An online catalog that is available for use by the general public» («Працюючий в реальному режимі каталог, доступний для публічного користування»). Таке визначення повністю відповідає традиційному розумінню терміна «читацький каталог» у вітчизняному бібліотекознавстві.
Таким чином, в американській практиці чітко диференціюються два види машиночитаних каталогів в залежності від того, надано вони безпосередньо в користування читачам. «Public access» означає, що попереднє спілкування зі співробітником бібліотеки зовсім не обов'язково: читач працює з OPAC самостійно, безконтрольно і, що дуже важливо, безкоштовно. При цьому саме друга умова виділяє OPAC в окрему групу.

### Ранні онлайнові каталоги
Хоча кілька експериментальних систем існували на початку 1960-х років, перші великі онлайн-каталоги були розроблені в Університеті штату Огайо в 1975 році і бібліотеки Даллас громадськістю в 1978 році.
Ці та інші ранні системи онлайн-каталогів, як правило, тісно відображали карткові каталоги, які вони були покликані замінити. Використання спеціального терміналу або Telnet клієнта, користувачі мали можливість шукати кілька попередніх координатних індексів і переглядати в результаті дисплей багато в чому так само, як раніше в картковому каталозі.
Протягом 1980-х років кількість і витонченість інтернет-каталогів росла. Як тільки перші комерційні системи з'явилися, то до кінця десятиліття вони значною мірою замінили системи, побудовані на самих бібліотеках.
Бібліотечні каталоги почали надавати покращений механізм пошуку, включаючи пошук за ключовим словом, а також інші допоміжні функції.
У той же час, бібліотеки почали розробляти програми для автоматизації придбання, каталогізації і розповсюдження книг та інших матеріалів бібліотеки.
Ці програми відомі як інтегрована бібліотечна система (ILS) або система управління бібліотекою, включаючи онлайн-каталог, як відкритий інтерфейс для інвентаризації системи. Більшість бібліотечних каталогів тісно пов'язані з їх базовою системою ILS.

### Застій у розвитку онлайнових каталогів
1990-ті є роками відносного застою в розвитку інтернет-каталогів.
У той же час, організації за межами бібліотеки почали розвивати складніші інформаційно-пошукові систем. Вебпошукові систем, такі як Google і популярні сайти електронної комерції, таких як Amazon.com забезпечували простіші для використання системи, як могли забезпечити релевантність рейтингу результатів пошуку з використанням імовірнісного і векторного запиту.
До широкого використання інтернету, онлайн-каталог часто був першим інформаційно-пошуковою системою бібліотеки, з якою користувач коли-небудь стикався. Тепер ми звикли до вебпошукових машин, нові покоління користувачів бібліотеки стають все більш незадоволеними складним механізмом пошуку старих систем онлайн-каталогу.
Це, в свою чергу, призвело до словесної критики цих систем в бібліотечному співтоваристві, а в останні роки до розвитку нових каталогів, які часто називають каталогами «нового покоління».

### OPAC 2.0— онлайнові каталоги наступного покоління
Протягом довгого часу існувала думка, що інтеграція інформаційних і бібліотечних технологій веде до вимивання соціального компоненту обслуговування користувачів. Автоматизований пошук в БД замінює традиційний пошук, заснований на міжособистісному спілкуванні користувача і бібліографа, а довідково-бібліографічне обслуговування на бібліографічних пунктах витісняється віртуальними довідковими службами, де запити виконуються на основі інформації, одержуваної через заповнення користувачами вебформи. Що ж до середовища електронних бібліотек, то розробники концепцій та програмного забезпечення основний акцент роблять на формування фонду електронних документів, принципах їх відбору та зробленому пошуку, що дозволяє шукати необхідний документ не на основі окремих бібліографічних даних або їх сукупності, а на основі використання будь-яких слів з тексту як ключових.
Проте останнім часом фахівці змінюють свою точку зору. Пов'язано це в першу чергу з появою нової моделі бібліотечного обслуговування «Бібліотека 2.0».
Суть нової моделі або, а точніше, ідеології полягає в застосуванні вебсервісів для підвищення соціальної активності користувачів. Це означає залучення користувачів до створення бібліотечного контенту і віртуальних послуг. При цьому основними інструментами такої співтворчості виступають блоги, вікіпедії, форуми, рейтинги, коментування.
Останнім часом у закордонній фаховій літературі можна зустріти поняття «OPAC 2.0» і «інноваційний OPAC», які застосовуються для характеристики нових програмно-технологічних рішень по розширенню можливостей для електронних каталогів. Для проектування електронних каталогів бібліотек у веб2.0-середовищі використовується програмне забезпечення, що дозволяє одночасно комбінувати звичні функції пошуку, перегляду і сортування результатів бібліографічного пошуку і ряд вебсервісів.
Функції OPAC 2.0 включають:
- фасетну навігацію;
- пошук за ключовими словами;
- ранжирування результатів пошуку за ступенем релевантності знайдених документів для користувача запиту;
- різні варіанти уточнення пошуку (включаючи уточнення «Ви мали на увазі»).

На відміну від традиційних OPAC, які є системою закритого типу, 2.0 OPAC є системою відкритою, певною мірою доступною для користувачів. Наприклад, вони можуть опосередковано брати участь у формуванні ресурсу.
Користувач може проставляти теги, рейтингові оцінки, розміщувати в спеціальних полях записи рецензії, критичні статті, коментарі.

### Об'єднані каталоги на базі OPAC
Хоча бібліотечні каталоги зазвичай подають запаси одній бібліотеці, вони також можуть містити запаси групи або консорціуму бібліотек. Ці системи, відомої як зведені каталоги, як правило, призначені для надання допомоги щодо запозичення книг та інших матеріалів між членами-організаціями через міжбібліотечний абонемент. Найбільший такий об'єднаний каталог — це WorldCat, який включає в себе запаси більш ніж 70000 бібліотек по всьому світу.
Каталог OCLC спочатку називався OLUC (від OnLine Union Catalog — «Онлайновий зведений каталог»), але через 25 років він отримав нову назву — WorldCat.
WorldCat — OCLC Online Union Catalog, найбільший у світі онлайн каталог загального користування (online public access catalog, OPAC). WorldCat зберігає записи з державних і приватних бібліотек в усьому світі. Програма Open WorldCat записує матеріали, що належать бібліотекам, у базу даних WorldCat OCLC, доступну для вебкористувачів на популярних інтернет-пошуковиках, бібліографічних та книготорговельних сайтах. У жовтні 2005 року, технічний персонал OCLC розпочав вікі-проект, що дозволяє читачам додавати коментарі і структуроване поле інформації, пов'язаної з будь-яким записом WorldCat.

## Технології OPAC
Від рівня розвитку технології залежить форма каталогу, процеси його створення, підтримки розвитку та використання, що включають в себе правила формування записів і організації пошуку.
Результати діяльності каталогізації доступні в модулі OPAC — Online public access catalog, що означає відкритий доступ до каталогу.

### Аналітико-синтетичні технології переробки інформації
АСПІ — це процеси перетворення зміст документів з метою їх аналізу, виявлення необхідних відомостей, а також оцінки, співставлення та узагальнення, тобто створення вторинної інформації.
Анотування — процес створення коротких повідомлень про друкований твір (книга, стаття, доповідь), які дозволяють робити висновки про доцільність його докладнішого вивчення. При анотуванні враховується зміст твору, його призначення, цінність, направленість.
Реферування— це одна з найбільш широко розповсюджених письмових форм отримання інформації, яка дозволяє при сучасному величезному потоці інформації у короткий термін відібрати потрібну спеціалісту інформацію. У порівнянні з анотуванням реферування є досконалішим методом обробки інформації джерел інформації: якщо в анотації приводиться лише короткий перелік питань, що розглядаються, то в рефераті викладається сутність питань та наводяться найважливіші висновки.
На сучасному рівні розвитку інформаційних технологій з'явилася задача автоматичного реферування.

### Комп'ютерні технології
Веб 2.0 — поняття, яким користуються для позначення ряду технологій та послуг Інтернету, точніше його частини — всесвітньої павутини, відомої також як Веб. Окрім цього, цим поняттям описують зміну сприйняття Інтернету користувачами.
Термін було запроваджено у 2004 видавництвом О'Рейлі та комерційним організатором серії конференцій під назвою «Web 2.0», — МедіаЛайв.
Web 2.0 можна також охарактеризувати його складовими компонентами, тобто тими новими можливостями і застосуваннями, що надають вебу нового забарвлення.
Мітки (теги) — це ключові слова, що описують даний об'єкт, або відносять його до якої-небудь категорії. Це свого роду мітки, які присвоюються об'єкту, щоб визначити його місце серед інших об'єктів. З поняттям міток тісно пов'язане поняття фолксономії — терміну, про який широко заговорили саме у зв'язку із зростанням сервісів Веб 2.0, таких як Flickr, del.icio.us, і, надалі, Wink.
Поява і швидке поширення блогів теж вписується в концепцію Веб 2.0, створюючи так звану «редаговану павутину».
Можливість помітити документ ключовими словами існує і в мові HTML (англ. ключові слова), однак цей спосіб був повністю скомпрометований широким його використанням в цілях пошукового спама.
За допомогою RSS 2.0 дається короткий опис нової інформації, що з'явилася на сайті, і посилання на її повну версію.
Багато сучасних браузерів, поштових клієнтів і програм миттєвого обміну повідомленнями вміють працювати з RSS-стрічками. Крім того, існують спеціалізовані програми (RSS-агрегатори), що збирають і обробляють інформацію RSS-каналів. Також дуже популярні вебагрегатори, що являють собою сайти для збирання та відображення RSS-каналів.
Рецензування — розбір і оцінка нового наукового, науково-популярного або художнього твору; жанр газетно-журнальної публіцистики і літературної критики іншими людьми, експертами в цій області, що є. Використовується видавцями для відбору і оцінки представлених рукописів, а також різними фондами при ухваленні рішення про виділення засобів на дослідження.
Мета рецензування — упевнитися і в необхідних випадках домогтися від автора відповідності до стандартів, прийнятих в конкретній області науки або науці в цілому. Публікація досліджень або творів, що не пройшли рецензування, часто сприймається з недовірливістю професіоналами в багатьох областях.

## Список використаних джерел
- Веб 2.0 [Електронний ресурс] / [Дописувачі Вікіпедії]. ― Версія 9361349 // Вікіпедія: Вільна енциклопедія. ― Електрон. дан. ― Сан-Франицско: Фонд Вікіпедії, 2011. ― Режим доступу: World Wide Web. ― URL : http://uk.wikipedia.org/oldid=9361349%5Bнедоступне+посилання%5D. ― Назва з екрану. ― Опис на основі версії датованої / 25 квітня 2012 14:22 UTC
- Долгин А. Б. Экономика символического обмена. — М.: Инфра-М, 2006. — 632 с.
- Масхулия Т. Л. Электронный каталог: формирование и поиск [Электронный ресурс] / Т. Л. Масхулия. Электрон. дан. — Режим доступа: https://web.archive.org/web/20120518154644/http://www.bibliograf.ru/issues/
- Мосягин В. В. Базы данных, электронный каталог и банк данных библиотеки [Электронный ресурс] / В. В. Мосягин. — Электрон. дан. — [Б. м., б. г.]. — Режим доступа: http://www.gpntb.ru/win/ntb/ntb97/ [Архівовано 19 серпня 2016 у Wayback Machine.] 5/f5_01.html. — Загл. с экрана.
- Селиванова Ю. Стандартизация и кооперация: тенденции каталогизации конца XX в. / Юлия Селиванова, Татьяна Масхулия // Библ. дело. — 2004. — № 6 (18). — С. 18—21.
- Сукиасян Э. Р. Электронные каталоги / Э. Р. Сукиасян // Библиотека. — 2003. — № 2. — С. 38—41.
- Сукиасян Э. Р. Машиночитаемый, или электронный каталог [Электронный ресурс] / Э. Р. Сукиасян. Электрон. дан. Режим доступа: http://www.gpntb.ru/win/ntb/ntb2000/6/f06_14.html [Архівовано 10 червня 2015 у Wayback Machine.]. — Загл. с экрана.